# Ай-Валенті
Ай-Валенті — гора в Криму, одна із вершин Ай-Петринської яйли. Висота 1284 м.

## Географія

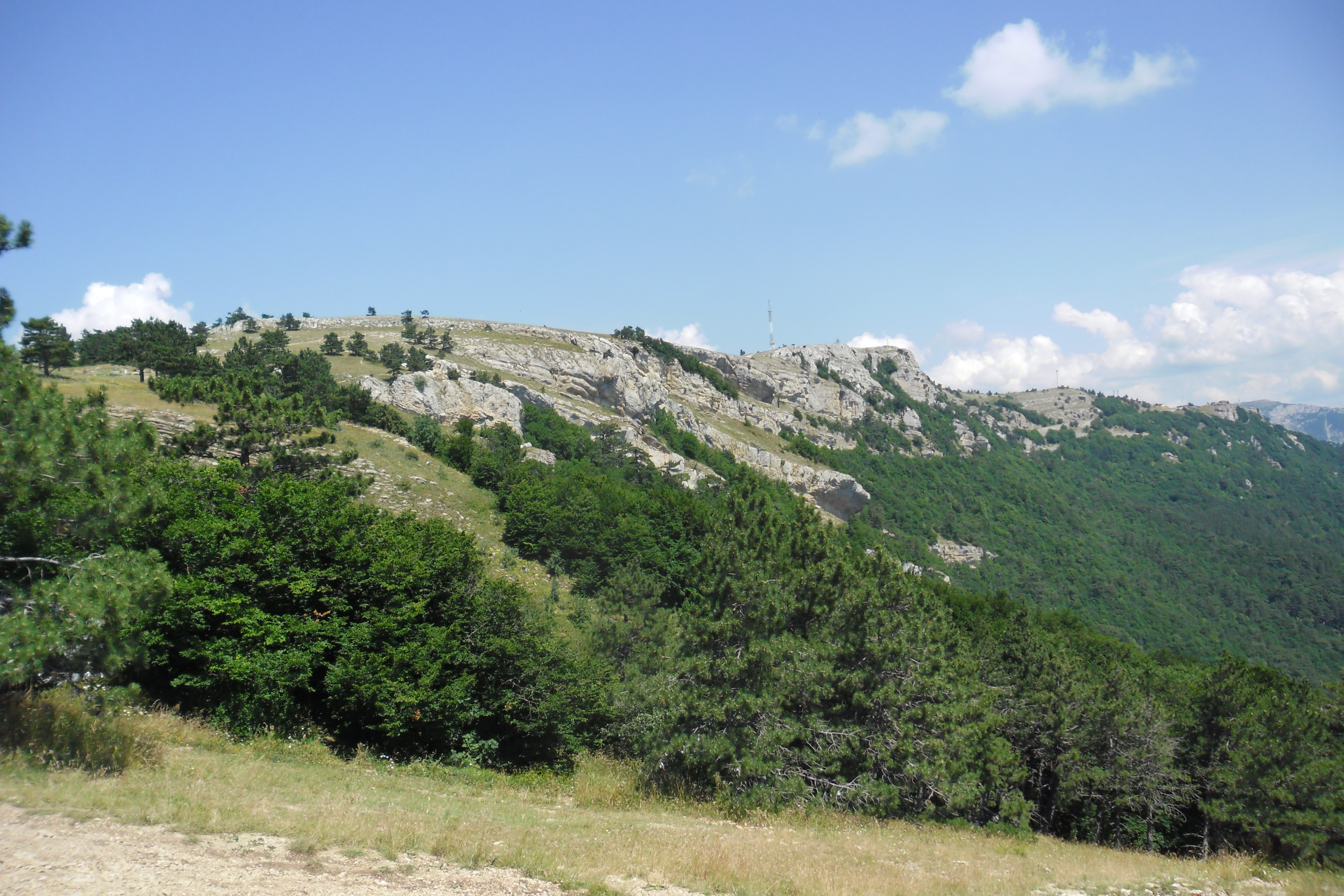
Світлина Ай-Валенті з Ай-Петрі.

Гора лежить майже на межі північно-східної частини Ай-Петринської яйли та південно-західної частини Ялтинської яйли. Розташована майже за 3 км на захід від західної околиці міста Ялта. Всього в кілометрі на північ від неї розташована гора Рока (1346 м) — найвища точка плато Ай-Петринської яйли, по якій визначаються його крайні північні кордони.

## Назва
З грецької мови — Ай-Валенті перекладається як: «Святий Валентин».